# Бабинець
Баби́нець, також бабни́к, гінеко́ні — західна частина тридільного храму, протилежна апсиді. Назва походить від українського слова «баба» — у церкві в бабинці стоять жінки та оглашенні.
Бабинець входить у канонічну, тридільну систему планування православного, переважно дерев'яного храму — бабинець, нава, вівтар. У храмах більших розмірів зазвичай над бабинцем розміщуються хори.
Бабинець, як частина храму, в Україні має різний стиль будування, що зазвичай залежить від етнографічного регіону, в якому будується церква. Це поняття останнім часом більше відносять до дерев'яних церков.
На Закарпатті та Лемківщині збереглися дерев'яні церкви стилю, наближеного до готичного, де над бабинцем була висока стрімка вежа.
У гуцульських п'ятидільних церквах над бабинцем зазвичай не було купола.
У подільських та галицьких церквах над бабинцем були переважно куполи, що своєю висотою та формою були симетричними із вівтарною частиною.